# 10. крајишка дивизија НОВЈ
Десета крајишка ударна дивизија била је дивизија Народноослободилачке војске Југославије формирана 13. фебруара 1943. наредбом Врховног штаба НОВ и ПОЈ. Приликом формирања, Штаб дивизије је под својом командом имао само Девету крајишку ударну бригаду и неколико мањих одреда, укупне бројности од око 700 бораца.

## Борбени пут Десете дивизије
Услед операције „Вајс II” њено комплетирање је потрајало више недеља. Током марта и априла 1943. у саставу Десете дивизије била је Десета крајишка ударна бригада, а 10. августа 1943. у стални састав дивизије ушла је и Седма крајишка ударна бригада. Тринаеста крајишка ударна бригада била је у саставу дивизије од септембра 1943. до 26. марта 1944, а Седамнаеста крајишка ударна бригада од маја 1944. до краја рата. Октобра 1943. дивизија је имала 3.509 бораца, октобра 1944. године 5.859, а маја 1945. године 7.973 борца. Била је у саставу Првог босанског, а од 14. маја 1943. у саставу Другог босанског корпуса (од октобра Пети корпус НОВЈ)
Десета крајишка дивизија учествовала је у свим офанзивним и одбрамбеним операцијама Петог босанског корпуса. Јануара 1944. учествовала је у Првој бањалучкој операцији; Нападу на Травник, октобра 1944; Сарајевској и Карловачкој операцији 1945. године.

## Командни састав дивизије
- Команданти дивизије:
  - Милорад Мијатовић — од формирања дивизије
  - Војо Тодоровић Лерер — до краја рата

- Политички комесари дивизије:
  - Никола Котле — од формирања дивизије
  - Владо Дапчевић — од половине 1944. до краја рата